# Irakische Fußballmeisterschaft
Die Irakische Fußballmeisterschaft (arabisch الدوري العراقي الممتاز, DMG ad-Daurī al-ʿirāqī al-mumtāz) ist die höchste Spielklasse im irakischen Fußball und wird seit der Saison 1974/75 jährlich von der Iraq Football Association organisiert. Seit der Saison 2016/17 sind 20 Vereine vertreten, die im Meisterschaftssystem den Titelträger ermittelten.

## Geschichte
Im Irak gab es lange Zeit keine einheitliche Fußballliga, sondern verschiedene Regionalligen im Norden und Süden des Landes sowie in der Hauptstadt Bagdad. Zwar trugen die beiden Meister im Jahre 1949 ein Finale aus, jedoch sollte es nur bei diesem Spiel bleiben. In der Saison 1956/57 wurde mit dem neugeschaffenen irakischen Pokal ein erster landesweiter Fußballwettbewerb ausgetragen. An der ersten Ausgabe nahmen sechs Mannschaften teil, 1961 – als das Turnier zum letzten Mal ausgespielt wurde – waren es bereits zwölf.

### Bagdader Liga und die Einführung der einheitlichen Fußballliga (1962–1974)
Im Jahre 1962 wurde schließlich die erste Liga unter dem Namen دوري المؤسسات / Dawrī al-Muʾassasāt (zu deutsch: Liga der Institutionen) gegründet. In ihr spielten Mannschaften, die irakischen Ministerien oder anderen Institutionen angehörten, gegeneinander um den Titel. Als einige Beispiele sind Mannschaften wie Al-Shorta (Polizei), Al-Talaba (Studenten) oder Al-Quwa Al-Jawiya (Luftwaffe). Diese Liga war allerdings nur auf Bagdader Mannschaften begrenzt.

### Eingleisige Liga (1974–2003)
Im Jahr 1974 wurde dann beschlossen, diese Liga auch auf Mannschaften außerhalb der Hauptstadt zu erweitern, um so eine einheitliche Liga zu schaffen.
Schließlich wurden folgende Mannschaften für die erste Saison ausgewählt:
- Al-Tayaran (Bagdad, 1931–68 und ab 1991 Al-Quwa Al-Jawiya)
- Al-Shorta (Bagdad)
- Al-Naqil (Bagdad)
- Samawa (Samawa)
- Al-Jaish (Bagdad)
- Babil (Babil)
- Al-Baladiyat (Bagdad)
- Al-Rafadin (Diwania)
- Al-Sinaa (Bagdad)
- Al-Muwasalat (Bagdad)

Das erste Spiel fand am 4. Oktober 1974 zwischen Al-Tayaran und Al-Sinaa statt und endete mit einem 1:1-Unentschieden zwischen beiden Mannschaften. Erster Meister wurde Tayaran mit einem Punkt Vorsprung vor Al-Naqil. Al-Rafadin belegte den letzten Platz und stieg ab. Erster Torschützenkönig war Thamir Youssif mit 13 Treffern.
In der darauffolgenden Saison 1975/76 wurde die Teilnehmeranzahl von 10 auf 13 Mannschaften erhöht, Aufsteiger Zawraa gewann die zweite Saison souverän vor dem amtierenden Meister Al-Tayaran, ein Jahr später konnten sie ihren Titel verteidigen. Im Jahr 1978 gewann Al-Minaa aus Basra die Liga und war damit der erste Landesmeister, der nicht aus Bagdad kam. Diesen Erfolg konnten bisher nur Salaheddeen (1983) und Erbil (2007–2009) wiederholen.
Bis zur Saison 1979/80 spielte jede Mannschaft nur ein Spiel gegen die jeweils andere Mannschaft, ab dieser Saison wurde allerdings die Hin- und Rückrunde eingeführt. Bis 2004 war die Liga eingleisig, die Zahl wurde aber von zehn Mannschaften (1974) auf 26 (1999) erhöht. Im Jahr 2000 wurde die Iraqi Super League allerdings neu organisiert und wieder auf 16 Mannschaften begrenzt.

### Meisterschaftssystem (2003–2008)
Nach dem Irakkrieg wurde das Austragungssystem erneut geändert. Von 2004 bis 2008 spielten die teilnehmenden Mannschaften den Meister in einem aus drei Stufen bestehenden System aus. Zunächst wurden die zuletzt 30 teilnehmenden Mannschaften geographisch in die drei Divisionen (Nordirak mit KRG, Bagdad und Süden) eingeteilt. Die Mannschaften trugen in einem Meisterschaftssystem je ein Heim- und Auswärtsspiel gegen die anderen Mannschaften ihrer Gruppe aus. Die Ligen im Nord- und Südirak hatten jeweils neun Mannschaften in der Gruppe, von denen vier Mannschaften dann in die zweite Runde einzogen, während die beiden Gruppenletzten abstiegen. Aus Bagdad, das insgesamt zwölf Mannschaften hatte, zogen sechs Mannschaften in die zweite Runde ein, während drei absteigen mussten.
In der zweiten Runde (arabisch دوري النخبة, DMG Dawri al-Nokhba) wurden die Mannschaften unabhängig von ihrer geographischen Zugehörigkeit in drei Gruppen gelost, wobei die ersten beiden Gruppen je fünf Mannschaften hatten, während die dritte Gruppe aus vier Mannschaften bestand. Wiederum trugen die Teams Hin- und Rückspiele in ihrer jeweiligen Gruppe aus. Die drei Gruppensieger sowie der beste Gruppenzweite zogen ins Halbfinale ein. Die beiden Sieger der Halbfinals trafen im Finale gegeneinander und spielten den irakischen Meister aus. Das letztmals in diesem System ausgetragene Finale fand am 24. August 2008 im Bagdader al-Shaab-Stadion zwischen Erbil und Zawraa statt. Das Spiel stellte selbst einen Nachkriegsrekord auf, da 50.000 Zuschauer das Spiel im Stadion mitverfolgten. Erbil gewann das Endspiel mit 1:0 nach Verlängerung und verteidigte seinen Titel.

### Modusänderungen 2008–2010
Zur Saison 2008/09 wurde der Modus geändert, nun wurden die 28 teilnehmenden Mannschaften in zwei Gruppen mit je 14 Mannschaften eingeteilt. Die geographische Abgrenzung zwischen dem Norden und dem Süden wurde zwar beibehalten, jedoch wurde den beiden Gruppen jeweils eine Anzahl von Mannschaften aus Bagdad zugelost. Die beiden Gruppensieger bestritten das Finale um die Landesmeisterschaft. Das am 16. Juli 2009 im Bagdader Al-Shaab-Stadion ausgetragene Finale zwischen dem Erbil SC und dem FC Nadschaf endete mit einem 3:2-Sieg nach Elfmeterschießen für den amtierenden Meister Erbil. Die Nordiraker sicherten sich somit den dritten Titel in Folge.
In der darauffolgenden Saison wurde der Modus abermals geändert. Die Anzahl der Mannschaften stieg in der Saison 2009/10 auf nun 36 Teilnehmer aus dem ganzen Land. Die Mannschaften wurden in zwei Gruppen mit jeweils 18 Mannschaften gelost und mussten in Hin- und Rückspielen antreten. Die jeweils sechs besten Mannschaften erreichten die zweite Runde, die erneut in einer Gruppenphase mit drei Gruppen à vier Mannschaften ausgetragen wurde. Die drei Gruppensieger sowie der beste Zweitplatzierte qualifizierten sich anschließend für das Halbfinale, welches in Hin- und Rückspiele ausgetragen wurde. Die beiden Sieger spielten letztendlich um den Meistertitel.
In der Saison 2010/11 waren erneut 36 Mannschaften vertreten, welche auf zwei Gruppen verteilt wurden. In Hin- und Rückspielen wurden innerhalb der Gruppen die beiden Gruppensieger ermittelt, die das Finale um den Meistertitel bestreiten sollten. Im Al-Shaab-Stadion setzte sich Al-Zawraa schließlich im Elfmeterschießen gegen Erbil durch und sicherte sich dadurch seinen zwölften Titel. Weiterhin war es der erste Gewinn einer Mannschaft aus Bagdad seit 2006.

### Rückkehr zum Ligasystem 2011
Zur Saison 2011/12 beschloss der irakische Verband die Wiedereinführung des Ligasystems. Die acht besten Mannschaften aus jeder Gruppe der Vorsaison sowie vier Aufsteiger bildeten die 20 Mannschaften, die nun in Hin- und Rückspielen den Meister ermittelten. Erster Meister wurde die Mannschaft aus Erbil, die sich damit ihren vierten Titel sichern konnte. In der darauffolgenden Saison wurde das System beibehalten, allerdings wurde die Anzahl der teilnehmenden Clubs auf 18 reduziert. In der Saison 2013/14 wurde die Anzahl der Teilnehmer erneut reduziert, diesmal auf 16.
Der Meister und Vize-Meister qualifizierten sich bis 2008 für die AFC Champions League, nach den Reformen des asiatischen Verbandes treten sie seit 2009 allerdings im AFC Cup. Der Drittplatzierte spielt in der arabischen Champions League.

## Statistik

### Rekordmeister
| No. | Verein               | Stadt    | Anzahl | Meisterjahre                                                                       |
| --- | -------------------- | -------- | ------ | ---------------------------------------------------------------------------------- |
| 1   | Al-Zawraa            | Bagdad   | 14     | 1976, 1977, 1979, 1991, 1994, 1995, 1996, 1999, 2000, 2001, 2006, 2011, 2016, 2018 |
| 2   | al-Shorta            | Bagdad   | 8      | 1980, 1998, 2013, 2019, 2022, 2023, 2024, 2025                                     |
| 3   | Al-Quwa al-Dschawiya | Bagdad   | 7      | 1975, 1990, 1992, 1997, 2005, 2017, 2021                                           |
| 4   | Al-Talaba            | Bagdad   | 5      | 1981, 1982, 1986, 1993, 2002                                                       |
| 5   | Erbil SC             | Erbil    | 4      | 2007, 2008, 2009, 2012                                                             |
| 6   | Al-Rasheed           | Bagdad   | 3      | 1987, 1988, 1989                                                                   |
| 7   | Al-Mina'a SC         | Basra    | 1      | 1978                                                                               |
|     | Salahaddin           | Tikrit   | 1      | 1983                                                                               |
|     | al-Jaish             | Bagdad   | 1      | 1984                                                                               |
|     | SC Dohuk             | Dohuk    | 1      | 2010                                                                               |
|     | Naft al-Wasat SC     | Nadschaf | 1      | 2015                                                                               |

## Bisherige Titelträger
- 1974/75: Al-Quwa al-Dschawiya (1974–1991: Al-Tayaran)
- 1975/76: Al-Zawraa
- 1976/77: Al-Zawraa
- 1977/78: Al-Mina'a SC (Basra)
- 1978/79: Al-Zawraa
- 1979/80: Al-Shorta
- 1980/81: Al-Talaba
- 1981/82: Al-Talaba
- 1982/83: Salah Aldeen (Tikrit)
- 1983/84: Al-Jaish
- 1984/85: nach dem 20. Spieltag abgebrochen
- 1985/86: Al-Talaba
- 1986/87: Al-Rasheed
- 1987/88: Al-Rasheed
- 1988/89: Al-Rasheed
- 1989/90: Al-Quwa al-Dschawiya
- 1990/91: Al-Zawraa
- 1991/92: Al-Quwa al-Dschawiya
- 1992/93: Al-Talaba
- 1993/94: Al-Zawraa
- 1994/95: Al-Zawraa
- 1995/96: Al-Zawraa
- 1996/97: Al-Quwa al-Dschawiya
- 1997/98: Al-Shorta
- 1998/99: Al-Zawraa
- 1999/00: Al-Zawraa
- 2000/01: Al-Zawraa
- 2001/02: Al-Talaba
- 2002/03: nach dem 29. Spieltag abgebrochen
- 2003/04: nach dem 10. Spieltag abgebrochen
- 2004/05: Al-Quwa al-Dschawiya
- 2005/06: Al-Zawraa
- 2006/07: Erbil SC
- 2007/08: Erbil SC
- 2008/09: Erbil SC
- 2009/10: SC Dohuk
- 2010/11: Al-Zawraa
- 2011/12: Erbil SC
- 2012/13: Al-Shorta
- 2013/14: nach dem 23. Spieltag abgebrochen
- 2014/15: Naft al-Wasat SC
- 2015/16: Al-Zawraa
- 2016/17: al-Quwa al-Dschawiya
- 2017/18: Al-Zawraa
- 2018/19: Al-Shorta
- 2019/20 (1): nach dem 4. Spieltag abgebrochen
- 2019/20 (2): nach dem 5. Spieltag abgebrochen
- 2020/21: Al-Quwa al-Dschawiya
- 2021/22: Al-Shorta
- 2022/23: Al-Shorta
- 2023/24: Al-Shorta
- 2024/25: Al-Shorta